# Gariepdam (plaats)
Gariepdam is een plaats in de Zuid-Afrikaanse provincie Vrijstaat. Gariepdam telde bij de volkstelling van 2011 een totaal van 1568 inwoners. Het dorp werd gesticht onder de naam Oranjekrag en diende om arbeiders die aan de Hendrik Verwoerddam (later de Gariepdam) werkten te huisvesten. Deze dam is gelegen in de Oranjerivier, waaraan de plaats Gariepdam aan de noordelijke oever gelegen is.